# Vela magnetica
La vela magnetica è un metodo proposto per la propulsione spaziale che userebbe un campo magnetico statico per deflettere le particelle cariche emesse dal Sole come vento di plasma, impartendo quindi una quantità di moto per accelerare il veicolo spaziale. Una vela magnetica potrebbe anche trarre la spinta direttamente dalla magnetosfera planetaria e solare.

## Principi di funzionamento e di progetto

### Interazione con il vento solare
Quando una particella carica, come un protone o un elettrone, si muove attraverso un campo magnetico perpendicolarmente alle linee di campo, viene deflessa dal suo percorso. Il vento solare proveniente dal Sole porta, vicino alla Terra, diversi milioni di protoni ed elettroni per metro cubo. I protoni si allontanano dal sole con velocità tra i 400 e i 600 chilometri al secondo. In teoria una vela magnetica potrebbe deflettere queste particelle per guadagnare una certa quantità di moto da esse.
Un veicolo spaziale dovrebbe dispiegare una grossa bobina di cavo superconduttore per generare il campo magnetico e possibilmente altre bobine ausiliarie per sterzare o ridurre i rischi derivati dalle radiazioni generate dalle particelle cariche. Le vele magnetiche sono una tecnologia propulsiva attraente perché i calcoli mostrano che tali vele di superconduttore potrebbero avere un migliore rapporto massa-spinta rispetto alle vele solari.

#### Confronto con le vele solari
Il funzionamento delle vele magnetiche che usano il vento di plasma è analogo a quello delle vele solari che usano la pressione della radiazione dei fotoni emessa dal sole. Anche se le particelle di vento solare hanno massa e i fotoni no, la luce solare ha una quantità di moto migliaia di volte più grande rispetto al vento solare. Di conseguenza una vela magnetica deve deflettere un'area proporzionalmente più grande di vento solare rispetto a una vela solare paragonabile per generare la stessa quantità di spinta. Tuttavia non ha bisogno di avere una massa grande come quella della vela solare, poiché il vento solare viene deflesso da un campo magnetico invece che da una grande vela materiale. La massa della spira di superconduttore e della sorgente energetica usata per generare il campo potrebbe essere inferiore a quella di una vela solare equivalente. Una vela magnetica può anche affidarsi direttamente alla magnetosfera planetaria e solare, mentre una vela solare non può.

### Interazione con la magnetosfera
Quando si trova in prossimità di un pianeta con una forte magnetosfera, come la Terra o un Gigante gassoso, la vela magnetica potrebbe generare più spinta usando l'interazione con la magnetosfera invece di quella con il vento solare. Questo principio di funzionamento è simile a quello del guinzaglio elettrodinamico.

#### Paragone con i guinzagli elettrodinamici
L'area della sezione interagente della vela magnetica si estenderebbe in due dimensioni in modo molto più ampio di un guinzaglio elettrodinamico, che ha una sola dimensione. Quindi verrebbe generata una forza induttiva molto più grande a parità di materiale conduttore.

### Immagazzinamento
Una vela magnetica potrebbe essere depositata avvolta su di un veicolo spaziale quando non viene usata. Potrebbe essere soltanto una bobina di cavo superconduttore. Per rilasciarla, basterebbe farvi circolare una corrente elettrica; il campo magnetico così generato tenderebbe a espandere la spira, aiutando a "gonfiare" la vela e forzarne una forma circolare. Siccome il cavo sarebbe di superconduttore e la forza del campo magnetico non varia quando il dispositivo è in funzione, non è richiesta ulteriore energia per fare funzionare il tutto.

### Campi magnetici deboli
Il cavo può essere sottile, dato che la vela magnetica funzionerebbe con campi magnetici molto deboli, tipicamente dell'ordine di 10 μT (è circa la forza del campo magnetico della Terra all'equatore). Nelle magnetosfere planetarie e nel vento di plasma, una vela magnetica è più efficiente con correnti piccole e un grande, debole, campo magnetico. Il risultato è un cavo sottile e leggero con un raggio molto grande.
Potrebbe essere possibile evitare completamente l'uso del filo e usare un campo circolare di plasma di gas eccitato elettricamente anziché una spira di cavo. Questo approccio viene chiamato Propulsione al plasma mini-magnetosferica (Mini-Magnetospheric Plasma Propulsion).

## Modi di funzionamento

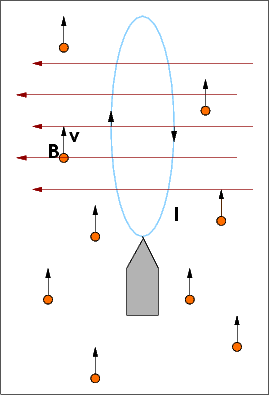
Una vela magnetica in un vento di particelle cariche. La vela genera un campo magnetico, rappresentato dalle frecce rosse, che deflette le particelle fuori dalla pagina. La forza sulla vela è verso l'interno della pagina.

### In un vento di plasma
Quando funziona lontano dalle magnetosfere planetarie, una vela magnetica forza i protoni del vento solare, carichi positivamente, a curvare mentre passano attraverso il campo magnetico. Il cambiamento di quantità di moto dei protoni spingerebbe il campo magnetico e quindi la spira che lo genera.
Proprio come le vele solari, quelle magnetiche possono "virare". Se una vela magnetica si orienta con un angolo relativamente al vento solare, le particelle cariche vengono deflesse preferibilmente verso un lato e la vela magnetica viene spinta lateralmente. Questo significa che le vele magnetiche possono manovrare in molte orbite.
In questo modo, la quantità di spinta generata da una vela magnetica decade proporzionalmente al quadrato della sua distanza dal sole, nello stesso modo in cui la densità di flusso delle particelle cariche si riduce. Anche la meteorologia solare influisce maggiormente sulla vela. È possibile che le eruzioni di plasma di un grande flare potrebbero danneggiare una vela efficiente ma fragile.
Un'idea comune sbagliata è che una vela magnetica non possa superare la velocità del plasma che la spinge. Mentre la velocità di una vela magnetica aumenta, la sua accelerazione dipende sempre di più dalla sua capacità di virare efficientemente. A velocità elevate la direzione del vento di plasma sembrerebbe venire sempre di più da davanti al veicolo. Le navi a vela spaziali avanzate potrebbero distendere spire di campo come "derive", cosicché il veicolo possa usare la differenza vettoriale tra il campo magnetico solare e il vento solare, come farebbe una barca a vela con il vento e il mare.

### Dentro una magnetosfera planetaria
Una vela magnetica situata in una magnetosfera planetaria può trarre la sua spinta dal campo magnetico del pianeta, specialmente in un'orbita che transiti sopra i poli magnetici del pianeta, similmente al guinzaglio elettrodinamico.
Le manovre effettuabili da una vela magnetica all'interno di una magnetosfera planetaria sono più limitate rispetto a quelle possibili in un vento di plasma. Proprio come con i familiari magneti usati sulla terra, una vela magnetica può solo essere attratta o respinta dai poli della magnetosfera, in base al suo orientamento.
Quando il campo magnetico della vela è orientato nella direzione opposta rispetto alla magnetosfera, essa sperimenta una forza verso l'interno e in direzione del polo più vicino, mentre quando è orientata nella stessa direzione sperimenta l'effetto opposto. Una vela magnetica orientata come la magnetosfera non è stabile e deve evitare di venire capovolta nell'orientamento opposto in altre maniere.
La spinta che una vela magnetica riesce a dare all'interno di una magnetosfera diminuisce con la quarta potenza della sua distanza dalla dinamo magnetica interna al pianeta.
Questa limitata capacità di manovra può essere utile. Variando la forza del campo magnetico della vela durante il corso della sua orbita è possibile ottenere un "calcio perigeo" sollevando l'altitudine dell'apogeo della sua orbita.
Ripetere questo processo in ogni orbita può portare l'apogeo della vela magnetica sempre più in alto, sino a che il veicolo non è in grado di lasciare la magnetosfera planetaria e catturare il vento solare. Lo stesso processo inverso può essere usato per abbassare o rendere circolare l'apogeo dell'orbita di una vela magnetica quando arriva al pianeta di destinazione.
In teoria è possibile lanciare una vela magnetica direttamente dalla superficie di un pianeta vicino ad uno dei suoi poli magnetici, in modo che venga respinta dal campo magnetico planetario. Tuttavia questo richiede che la vela magnetica sia mantenuta nell'orientamento "instabile". Inoltre un lancio dalla Terra richiederebbe superconduttori con densità di corrente 80 volte superiore ai migliori superconduttori ad alta temperatura conosciuti.

### Viaggi interstellari
Lo spazio interstellare contiene quantità molto piccole di idrogeno; una vela che si muove velocemente ionizzerebbe questo idrogeno accelerandone gli elettroni (negativi) in una direzione e i protoni (positivi) nell'altra. L'energia necessaria alla ionizzazione e alla radiazione di ciclotrone verrebbe presa dall'energia cinetica del veicolo spaziale, rallentandolo di conseguenza. La radiazione di ciclotrone proveniente dall'accelerazione delle particelle sarebbe un "lamento" facilmente rilevabile nelle frequenze radio.
Nel volo spaziale interstellare fuori dalla eliopausa di una stella, una vela magnetica potrebbe quindi comportarsi come un paracadute in grado di rallentare un veicolo spaziale. Questo rimuove qualsiasi necessità di carburante richiesto per la decelerazione alla metà di un viaggio interstellare, portando enormi benefici a questa possibilità. La vela magnetica fu proposta per la prima volta per questo scopo nel 1985 da Robert Zubrin e Dana Andrews, prima degli altri usi, e si è evoluta da un progetto del collettore di Bussard che usa un imbuto magnetico per raccogliere il mezzo interstellare.
Le vele magnetiche potrebbero essere anche usate con la propulsione a raggio di particelle usando un acceleratore di particelle ad alta potenza per sparare un raggio di particelle cariche verso la nave spaziale. La vela magnetica defletterebbe questo raggio trasferendo quantità di moto al veicolo. Questo darebbe un'accelerazione molto più elevata rispetto a quella ottenibile con una vela solare spinta da un laser, anche se un raggio di particelle si disperderebbe ad una distanza molto più breve rispetto a un laser a causa della repulsione elettrostatica delle particelle che lo compongono.

## Usi nelle opere di fantasia
La vela magnetica è presente in maniera predominante nei romanzi fantascientifici di Michael Flynn, in particolare in The Wreck of the River of Stars; questo libro descrive la storia di una nave a vela magnetica nel momento in cui la propulsione a fusione nucleare basata sul fusore di Farnsworth-Hirsch è diventata la tecnologia preferita.

## Concetti affini
- Il guinzaglio elettrodinamico interagisce con la magnetosfera in maniera simile alla vela magnetica
- La propulsione a plasma mini-magnetosferico (M2P2) è un concetto per una vela magnetica in cui il plasma  viene usato per estendere il campo magnetico ad una grandezza superiore. Questo dà origine ad un magnete relativamente compatto che forma una vela magnetica più estesa, dove invece di un avvolgimento di cavi, è la corrente nel plasma che forma il campo.
- La propulsione a plasma magnetizzato irraggiato(MagBeam)(link Archiviato il 3 gennaio 2013 in Internet Archive.) - è una variante a spinta radiale della M2P2.
- Propulsione spaziale — Altri metodi di propulsione spaziale usati per cambiare la velocità dei veicoli spaziali e dei satelliti artificiali.